# Конкордат Наполеона
Конкордат Наполеона — угода між Папою римським Пієм VII і Наполеоном 1801 року, що подолала розкол французького духівництва, викликаний законом про Цивільний устрій духовенства (1790 р.).
Основними пунктами цієї угоди стали:
- Декларація про те, що «Католицизм є релігією більшості французів» але не є офіційною державною релігією, що гарантує право на свободу віросповідання, зокрема протестантам.
- Папство має право на зміщення єпископів, проте французький уряд, як і раніше, висуває їх.
- Держава платить зарплату церковній канцелярії й духівництву, що присягли на вірність державі.
- Церква відмовляється від усіх своїх претензій на землі, що були конфісковані після 1790 року.